# 布揚基
51°47′0″N 31°10′53″E / 51.78333°N 31.18139°E
布揚基（烏克蘭語：Буянки），是烏克蘭北部的村莊，隸屬切爾尼希夫州的切爾尼希夫區。該村始建於1727年，面積1.39平方公里，海拔高度133米，2001年人口321，人口密度每平方公里230.94人。